# La grande boxe
La grande boxe è stato un rotocalco televisivo italiano, trasmesso con la conduzione di Rino Tommasi tra il 1982 e il 1990 da Canale 5 e poi da Italia 1, all'epoca appartenenti al gruppo Fininvest.
Fino alla prima metà del 1987 è stato trasmesso da Canale 5, in seconda e terza serata. Nell'autunno dello stesso anno lo ha acquisito Italia 1 e il programma si è protratto fino alla primavera del 1988. La fascia oraria era in questo periodo la seconda serata, con inizio alle 23.00, del sabato. A fine anni ottanta la trasmissione è tornata su Canale 5 sempre al sabato, con inizio alle 24.
È stato il primo e finora l'unico programma trasmesso in Italia sul tema "storia del pugilato".